# Grove Street Games
War Drum Studios LLC, que opera como Grove Street Games desde 2020, es un desarrollador de videojuegos estadounidense con sede en Gainesville, Florida. La empresa fue fundada como War Drum Studios en octubre de 2007 por Thomas Williamson y Michael Owen. Es conocida por desarrollar ports de juegos móviles, incluidos varios basados en propiedades de Rockstar Games.

## Historia
Grove Street Games fue fundada como War Drum Studios por Thomas Williamson y Michael Owen. Williamson había sido como director de tecnología de Artificial Studios y Owen programador de Gainesville Regional Utilities. Después de que Williamson dejara Artificial Studios en 2007, él y Owen establecieron en War Drum Studios en Gainesville, Florida, el 1 de octubre de 2007. Se convirtieron en directores ejecutivos y directores de tecnología, respectivamente. La compañía inmediatamente comenzó a hacer trabajos por contrato, comenzando con el videojuego Ghostbusters: The Video Game para la Wii como en la PlayStation 2. En agosto de 2011, War Drum Studios tenía cinco empleados. Alrededor de esa época, la compañía estaba desarrollando un juego original, Chess: Revolution, junto con un derivado gratuito con el nombre en código Little Green Robots que protagonizaba a la mascota del sistema operativo Android como piezas de ajedrez.
En 2019, War Drum Studios nombró a Morgan Hughes como director de operaciones. Hughes se había unido a la compañía como pasante en 2008 y había sido el director de arte desde 2010. En agosto de 2020, War Drum Studios cambió su nombre como Grove Street Games, adoptando el nombre del barrio de Grove Street de Gainesville en el que tenía su sede la compañía. Más tarde ese mismo año, la compañía se convirtió de los miembros de Coalition for App Fairness. Grove Street Games se trasladó de la ciudad de Tioga, Florida en mayo de 2022.

## Videojuegos
| Año  | Título                                                 | Plataforma                                                                                       | Distribuidor          | Notas                               |
| ---- | ------------------------------------------------------ | ------------------------------------------------------------------------------------------------ | --------------------- | ----------------------------------- |
| 2009 | Ghostbusters: The Video Game                           | PlayStation 2                                                                                    | Atari                 | Primer videojuego del desarrollador |
| 2010 | Lucha Libre AAA: Héroes del Ring                       | PlayStation 3, Xbox 360                                                                          | Slang                 |                                     |
| 2010 | History Great Battles Medieval                         | Android, iOS, PlayStation 3, Xbox 360                                                            | Slitherine Software   |                                     |
| 2011 | Monster Madness                                        | Android                                                                                          | SouthPeak Games       |                                     |
| 2011 | Red Orchestra 2: Heroes of Stalingrad                  | Windows                                                                                          | Tripwire Interactive  |                                     |
| 2011 | Grand Theft Auto III: 10 Year Anniversary Edition      | Android, Fire OS, iOS                                                                            | Rockstar Games        | [ 10 ]                              |
| 2012 | Max Payne Mobile                                       | Android, iOS                                                                                     | Rockstar Games        |                                     |
| 2012 | Auralux                                                | Android, iOS                                                                                     | War Drum Studios      |                                     |
| 2012 | Grand Theft Auto: Vice City 10th Anniversary Edition   | Android, Fire OS, iOS                                                                            | Rockstar Games        | [ 11 ]                              |
| 2013 | The Conduit HD                                         | Android                                                                                          | High Voltage Software |                                     |
| 2013 | Grand Theft Auto: San Andreas                          | Android, Fire OS, iOS, PlayStation 3, Windows Phone, Xbox 360                                    | Rockstar Games        | [ 12 ]                              |
| 2014 | Grand Theft Auto: Chinatown Wars                       | Android, Fire OS, iOS                                                                            | Rockstar Games        |                                     |
| 2015 | Turtle Tumble                                          | Android, iOS                                                                                     | War Drum Studios      |                                     |
| 2016 | Auralux: Constellations                                | Android, iOS, Windows                                                                            | War Drum Studios      |                                     |
| 2016 | Bully: Anniversary Edition                             | Android, iOS                                                                                     | Rockstar Games        |                                     |
| 2018 | Ark: Survival Evolved                                  | Android, iOS                                                                                     | Studio Wildcard       |                                     |
| 2021 | Grand Theft Auto: The Trilogy – The Definitive Edition | Android, iOS, Nintendo Switch, PlayStation 4, PlayStation 5, Windows, Xbox One, Xbox Series X\|S | Rockstar Games        | [ 13 ] [ 14 ]                       |
| 2022 | Ark: Ultimate Survivor Edition                         | Nintendo Switch                                                                                  | Studio Wildcard       |                                     |
| 2022 | Ark: Dinosaur Discovery                                | Nintendo Switch                                                                                  | Studio Wildcard       |                                     |
| 2023 | Ark: Survival Ascended                                 | Windows, Xbox Series X/S                                                                         | Studio Wildcard       | Remake de Ark: Survival Evolved     |
| 2024 | Ark 2                                                  | Xbox Series X/S                                                                                  | Studio Wildcard       | En desarrollo                       |